# 에니 (기업)
에니(이탈리아어: Eni)는 이탈리아의 최대 석유회사이다. 세계 7대 메이저 정유회사 중의 하나이며, 2022년도 포춘 글로벌 500에 따르면 세계 13위의 대기업이다. 2012년 재래식 정유시설을 2014년까지 바이오 시설로 교체하겠다는 발표를 한 바 있다.